# Anish Giri
Anish Giri (Szentpétervár, 1994. június 28. –) Oroszországban született holland sakkozó, nemzetközi nagymester, világbajnokjelölt (2016), U12 korosztályos orosz bajnok, Hollandia négyszeres sakkbajnoka, négyszeres holland sakkolimpikon, háromszoros olimpiai bronzérmes, sakkszakíró.
1994–2002 között Szentpéterváron, Oroszországban, 2002–2006 között Japánban élt, 2008-ban költözött szüleivel Hollandiába. 2008-ig Oroszország, 2009-től Hollandia színeiben vesz részt a versenyeken. A nemzetközi nagymesteri címet 2009-ben 14 éves, 7 hónapos és 2 napos korában szerezte meg, ezzel akkor ő volt a legfiatalabb a nagymester a világon.
A FIDE 2017. áprilisi világranglistáján 2771 Élő-ponttal a klasszikus időbeosztású versenyzésben a 11. helyen állt. Eddigi legmagasabb pontszáma 2798 volt 2015. októberben, és az eddigi legjobb világranglista-helyezése a 3. hely volt, amelyet 2016. januárban érte el.
2015. július 18-án megházasodott, felesége a grúz nemzetközi mester Szopiko Guramisvili.

## Élete és sakkpályafutása

### Korai évei
1994-ben Szentpéterváron született. Apja Szandzsaj Giri nepáli származású indiai nemzetiségű hidrológus kutatómérnök, anyja Olga, orosz. Hétéves korában anyja tanította meg a sakklépésekre. Első egyesülete Szentpétervár kirovszki kerületében volt. Apja 2002-ben Japánban kapott munkát, így a család oda költözött. Ezután könyvekből és internetes játszmáiból fejlesztette tudását, és a Sapporo Chess Club tagja volt. Első versenysikerét itt érte el 9 éves korában, amikor megnyerte Hokkaidó szigetének U9 bajnokságát. 2006-ban rövid ideig visszaköltöztek Oroszországba, és itt megnyerte az U12 korosztályos bajnokságot. Eredménye alapján vehetett részt 2006-ban az U12 Európa-bajnokságon Herceg Noviban, ahol holtversenyben a 3–5. helyen végzett.
2008. novemberben a „Young Stars of the World” versenyen a 3. helyet szerezte meg.

### A legfiatalabb nagymester
Első nagymesternormáját 2008. áprilisban a hollandiai Hilversumban rendezett nyílt versenyen teljesítette, amelyen holtversenyben az 1–2. helyen végzett. A normát másodszor 2008. decemberben Groningenben a sakkfesztivál A-versenyén érte el, és nem sokat váratott magára a harmadik teljesítés sem, amelyre 2009. januárban a Corus sakktorna C-versenyén került sor. A címet a Nemzetközi Sakkszövetség (FIDE) a fenti eredményei alapján 2009. júniusi ülésén ítélte oda neki. Oroszország és Hollandia sakktörténetében is ő a legfiatalabb, aki ezt a címet megszerezte.
A fejlődése olyan gyors volt, hogy a FIDE-mesteri címet követően kihagyta a nemzetközi mesteri fokozatot, és egyből nemzetközi nagymester lett. Élő-pontszáma 2006–2010 között 2114-ről 2672-re emelkedett.

### A világ élvonalában
Első holland bajnoki címét 2009-ben, 15 éves korában szerezte meg, és ezt a sikerét még megismételte 2011-ben, 2012-ben és 2015-ben is. 2010-ben megnyerte a Corus sakktorna B-versenyét. Nagy fölénnyel, 2936-os teljesítményértékkel végez az első helyen a Sigeman & Co. versenyén Malmőben, majd Borisz Gelfand mögött holtversenyben Nakamura Hikaruval a 2–3. helyen végzett az 5. NH nemzetközi sakkversenyen Amszterdamban.
2011-ben megvédte előző évi elsőségét a Sigeman & Co. versenyen, és Vlagyimir Kramnyik mögött a második helyet szerzi meg a hagyományos hoogoveni Unive Crown nagymesterversenyen. A mezőny legalacsonyabb értékszámú (2714) versenyzőjeként meglepetésre, de teljesen megérdemelten nyerte meg a nagyon erős, 2744 átlagú Reggio Emiliában rendezett hagyományos versenyt Alekszandr Morozevics, Nakamura Hikaru és Fabiano Caruana előtt.
2012-ben a 3–4. helyen végzett Bielben a 2752 átlagértékű hagyományos nagymesterversenyen. 2013-ban vett részt először a sakkvilágkupán, amelyen a 3. körig jutott. A 2012–2013-as és a 2014–2015-ös FIDE Grand Prix-n hullámzó teljesítményt nyújtva végeredményben csak a középmezőnyben végzett.
2014-ben holtversenyben Szergej Karjakinnal a 2–3. helyet szerezte meg Levon Aronján mögött a Tata Steel Masters nagymesterversenyen. két pont előnnyel utasította maga mögé a mezőnyt Rosmalenben, és Vlagyimir Kramnyikkal holtversenyben a 2–3. helyen végzett a Qatar Masters nyílt versenyen, és holtversenyben Ánanddal és Kramnyikkal az élen végzett a 2780 átlagértékű London Chess Classic szuperversenyen.
2015 első versenyén, a hagyományos Wijk aan Zee-i szuperversenyen Magnus Carlsen mögött holtversenyben a 2. helyet szerezte meg. A 2015-ös sakkvilágkupán az elődöntőben szenvedett vereséget Peter Szvidlertől.
A 2016-os sakkvilágbajnokság versenysorozatában a versenyeken kvalifikációt szerzettek mellett, mint a rajtuk kívüli legmagasabb két Élő-pontszámmal rendelkező versenyző egyike jogot szerzett a 2016. márciusban Moszkvában rendezett világbajnokjelöltek versenyén való indulásra, ahol a nyolc versenyző közül holtversenyben a 4–7., végeredményben a hatodik helyen végzett.

### Eredményei csapatban
2010 óta vesz részt Hollandia válogatottjában a sakkolimpiákon. 2010-ben, 2014-ben és 2018-ban egyéni eredményével bronzérmet szerzett.
2013-ban az első táblán szerepelt Hollandia válogatottjában a sakkcsapat világbajnokságon, amelyen a csapat a 6. helyet szerezte meg. 2011-ben és 2013-ban az Európa-bajnokságon szereplő holland válogatott első táblásaként vett részt.
A Bajnokcsapatok Európa Kupájában 2012-ben az ShSM-64 Moszkva, 2013-ban a SOCAR Baku csapatával bronzérmet szerzett. A Baku csapatával 2014-ben csapatban és a tábláján egyéniben is aranyérmet nyert. Az első táblán játszva vette ki részét az első hely megszerzésében Hoogeveen város csapatában a Világvárosok Sakkbajnokságán.

## Versenyeredményei

### Sakkvilágkupák
Az ellenfeleknél zárójelben a kiemelés és az Élő-pontszám.
| Év   | Város  | Kiem. | Élő-p. | Eredmény | Ellenfelek |
| ---- | ------ | ----- | ------ | -------- | --- |
| 2013 | Tromsø | 18.   | 2734   | 3. kör   | Saleh Salem (111., 2531) 1½–½ Li Csao (47., 2686) 2–0 Julio Granda (50., 2679) 1½–2½ |
| 2015 | Baku   | 4.    | 2793   | Elődöntő | Arthur Ssegwanyi (125., 2357) 1½–½ Alekszandr Motiljov (61., 2658) 3–1 Lékó Péter (29., 2714) 1½–½ Radosław Wojtaszek (20., 2733) 3–1 Maxime Vachier-Lagrave (21., 2731) 1½–½ Peter Szvidler (16., 2739) ½–1½ |

### Grand Prix eredményei
Az egyes versenyeknél a szerzett Grand Prix-pontok lettek feltüntetve.
| Év      | 1. verseny | 2. verseny. | 3. verseny | 4. verseny | Összpont | Helyezés |
| ------- | ---------- | ----------- | ---------- | ---------- | -------- | -------- |
| 2012–13 | 15         | 50          | 65         | (10)       | 130      | 16.      |
| 2014–15 | -          | 40          | 75         | 55         | 170      | 12.      |

### Világbajnokjelöltek versenye
| Év   | Város   | Élő-p. | Eredmény  | Helyezés |
| ---- | ------- | ------ | --------- | -------- |
| 2016 | Moszkva | 2793   | +0 =14 -0 | 6.       |

## Sakkszakírói munkássága
Játszmaelemzései megjelentek a ChessBase online sakkmagazinban, a New in Chess, a 64, és a Schach Magazine 64 folyóiratokban. A ChessVibes Training rovatvezetője.

### Megjelent műve
My Junior Years in 20 Games, New in Chess, 2014. ISBN 9789056915513